# Aalanden-Midden
Aalanden-Midden is een buurt in de wijk Aa-landen in Zwolle. De buurt telt (anno 2011) 3.685 inwoners, waarvan 1.690 man is en 1.995 vrouw. Van de inwoners zijn 50% tussen de 25 en 65 jaar, en 28% ouder dan 65 jaar. 70% van de mensen die in Aalanden-Midden wonen werkt, waarvan het gemiddelde inkomen €25.600 is.
De buurt wordt ingesloten door de Middelweg in het westen, de Zwartewaterallee in het zuiden, de Waallaan in het noorden en Park Aa-Landen in het oosten. Dwars door de buurt loopt de van noord naar zuid de Rijnlaan, die Zwartewaterallee en Waallaan met elkaar verbindt. De straatnamen in de buurt zijn alle ontleend aan Nederlandse rivieren.
Wijken: Aa-landen · Assendorp · Berkum · Binnenstad · Diezerpoort · Hanzeland · Holtenbroek · Ittersum · Kamperpoort-Veerallee · Marsweteringlanden · Poort van Zwolle · Schelle · Soestweteringlanden · Stadshagen · Vechtlanden · Westenholte · Wipstrik

Buurten: Aalanden-Midden · -Noord · -Oost · -Zuid · Bagijneweide · Berkum · Binnenstad-Noord · -Zuid · Bollebieste · Breecamp · Breezicht · Brinkhoek · De Tippe · Dieze-Centrum · Frankhuis · Gerenbroek · Gerenlanden · Geren · Haerst · Hanzeland · Harculo en Hoog-Zuthem · Herfte · Het Noorden · Hogenkamp · Holtenbroek I · II · III · IV · Indische Buurt · Ittersumerbroek · Ittersumerlanden · Kamperpoort  · Katerveer-Engelse Werk · Langenholte · Mastenbroek · Meppelerstraatweg-Zuid · Milligen · Nieuw-Assendorp · Noordereiland · Oldenelerbroek · Oldenelerlanden-Oost · -West · Oud-Assendorp · Oud-Westenholte · Oud Ittersum · Oud Schelle · Pierik · Schelle-Zuid en Oldeneel · Schellerbroek · Schellerhoek · Schellerlanden · Schildersbuurt · Schoonhorst · Spoolde · Stadsbroek · Stationsbuurt · Tolhuislanden · Veerallee · Veldhoek · Vreugderijk · Werkeren · Westenholte-Stins · Wezenlanden · Wijthmen · Windesheim · Wipstrik-Noord · -Zuid · Zwolle-Zuid

Bedrijventerreinen: Floresstraat · Hanzeland · Hessenpoort · Marslanden (-Noord · -Zuid) · Oosterenk · Voorst (Voorst-A · Voorst-B · Voorst-C) · Voorsterpoort · De Vrolijkheid